# Machine à différences

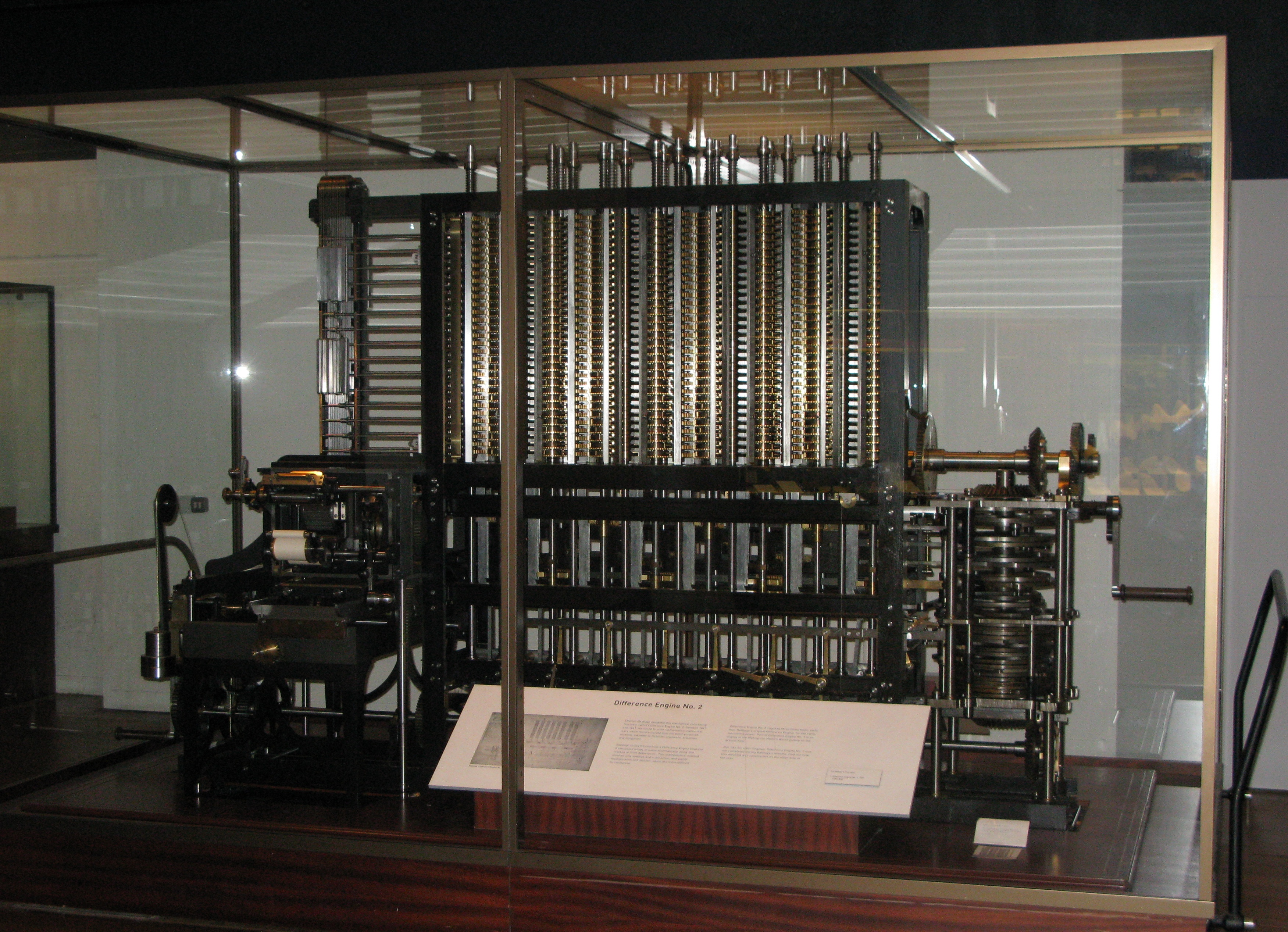
La machine différentielle du Science museum de Londres, la première fabriquée à partir du design de Babbage. Le design a la même précision sur toutes les colonnes, mais cette précision pourrait diminuer lors du calcul de polynômes.

Une machine à différences est une calculatrice mécanique conçue pour calculer des tables de fonctions polynomiales. Son nom dérive de la méthode des différences finies, une façon d'interpoler des fonctions en utilisant un petit nombre de coefficients polynomiaux. La plupart des fonctions mathématiques communément utilisées par les ingénieurs, scientifiques et navigateurs, incluant les fonctions logarithmiques et trigonométriques, peuvent être approximées par des fonctions polynomiales. Une machine différentielle peut donc calculer beaucoup de tables de nombres.
La difficulté des équipes de mathématiciens et de calculateurs humains à produire des tables sans erreurs incita Charles Babbage à réaliser un mécanisme pour automatiser le processus. Présentée en 1822, sa machine à différences est considérée comme étant le premier ordinateur primitif au monde. 
La machine à différences n'est pas à confondre avec la machine analytique de Babbage.

## Historique
Johann H. Müller (de), ingénieur dans l'armée des mercenaires allemands au Canada, conçut une machine différentielle dont il décrivit le principe dans un livre publié en 1786, mais il ne put obtenir le financement nécessaire pour réaliser son idée,,.
Babbage admirait Prony qui avait calculé, pendant la Révolution française, des tables des fonctions trigonométriques des angles en cent millième de grade et des tables de logarithmes décimaux, le tout avec 14 décimales. Les calculs ont été faits selon les mêmes principes d'ajout des différences finies jusqu'au sixième ordre. Plusieurs dizaines de calculateurs humains ont réalisé ce travail qui a duré plusieurs années. Ces tables résultantes n'ont pas été publiées à cause de leur volume et des erreurs qu'elles contenaient.
Le 14 juin 1822, Charles Babbage propose l'emploi d'une telle machine dans un article adressé à la Royal Astronomical Society intitulé Note on the application of machinery to the computation of astronomical and mathematical tables (Note sur l'application d'une machine au calcul de tables astronomiques et mathématiques).
Cette machine utilisait le système numérique décimal et était alimentée par un engrenage. Le gouvernement britannique était intéressé, car produire des tables était à la fois chronophage et cher, et ils espéraient que la machine différentielle permettrait d'économiser de l'argent.

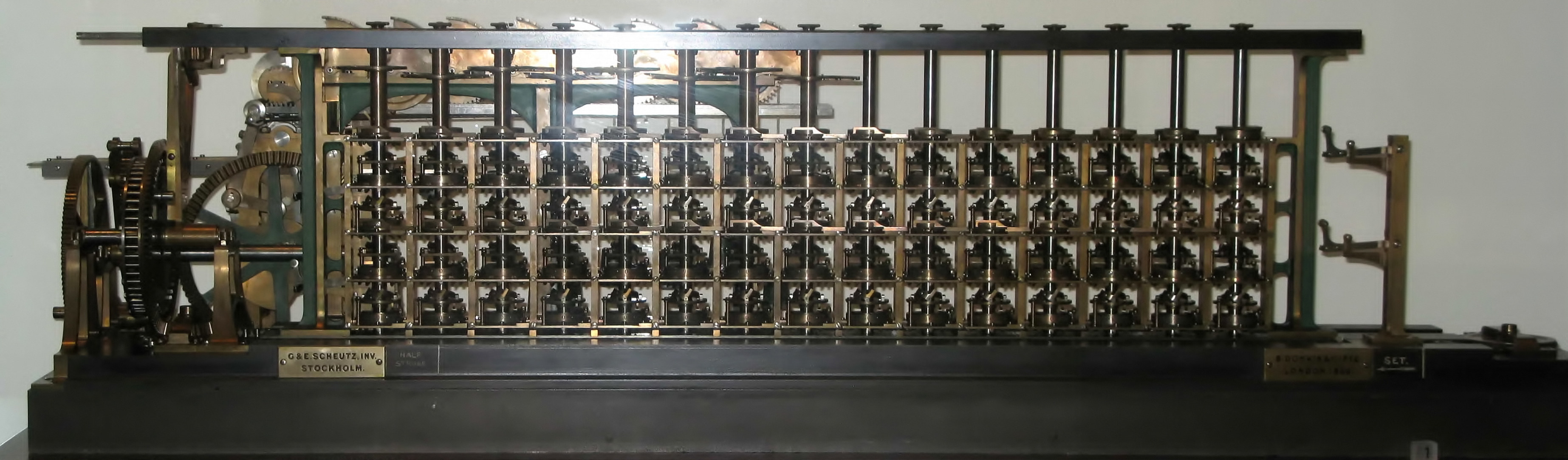
Troisième machine différentielle de Per Georg Scheutz

Charles Babbage est le plus connu des inventeurs de machine à différences, bien qu'il n'ait fini aucune de ses deux machines, mais Georg Scheutz et son fils Edvard réalisèrent, en 1843, une machine fonctionnelle qui n'eut pas de succès commercial et Martin Wiberg, en 1875, imprima des tables de logarithme de trop mauvaise qualité.

## Principe
Le principe d'une machine à différences découle de la méthode de Newton des différences finies. Si  la valeur initiale d'un polynôme et de ses différences finies ont été calculées, par quelque moyen que ce soit, pour une valeur de x, la machine à différences peut calculer autant de valeurs successives que l'on veut, en utilisant la méthode que l'on connaît sous le nom de méthode des différences finies.

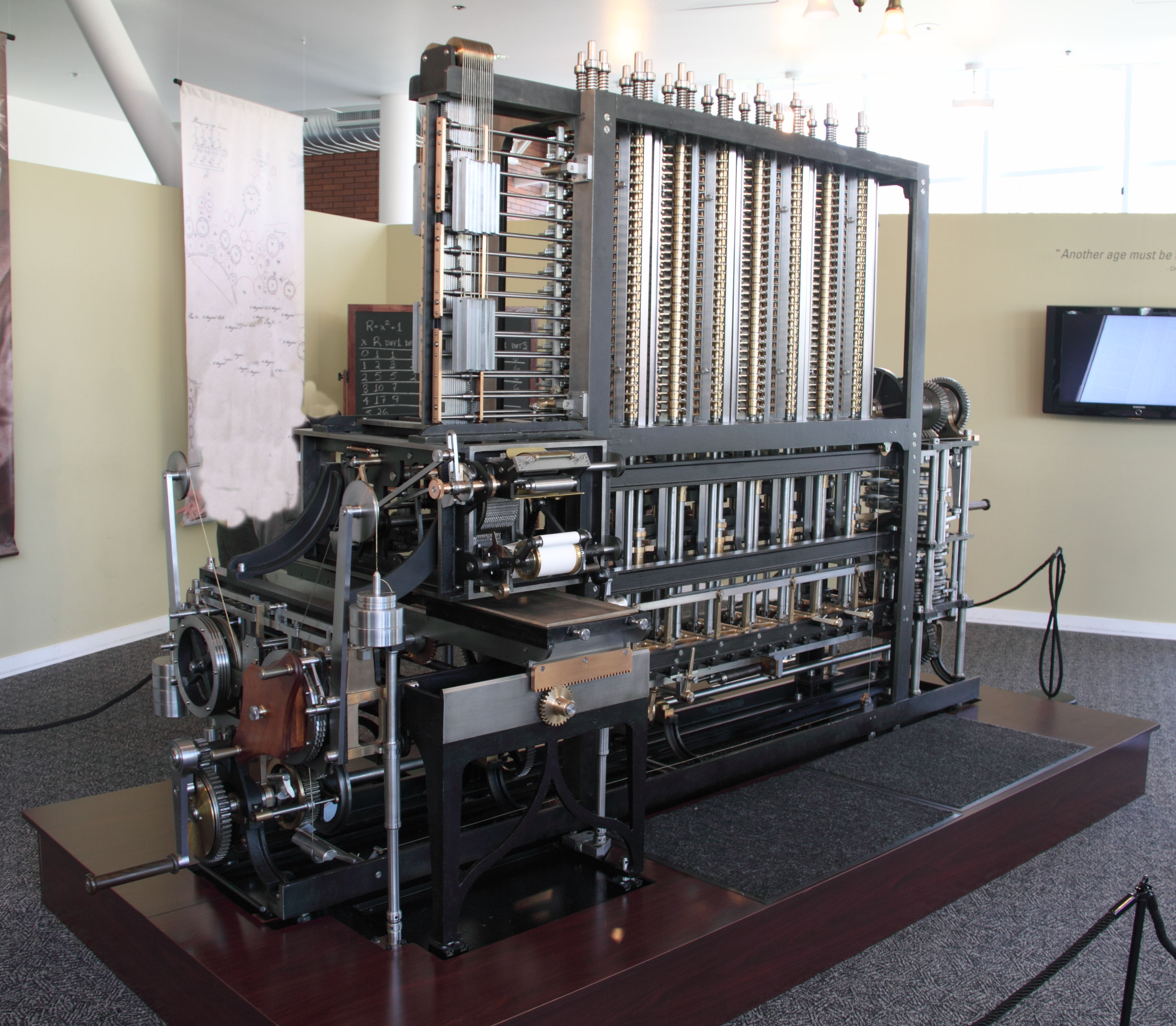
Machine à différences complètement fonctionnelle Musée de l'Histoire de l'ordinateur à Mountain View (Californie)

Par exemple, considérons le polynôme du second degré :
{\displaystyle p(x)=2x^{2}-3x+2\,}
et cherchons à établir les valeurs p(0), p(1), p(2), p(3), p(4), etc.
La table suivante est construite comme suit : la première colonne contient la valeur de x, la deuxième colonne contient la valeur du polynôme, la troisième contient la différence entre deux valeurs consécutives de la deuxième colonne, et la quatrième, la différence entre deux valeurs consécutives de la troisième colonne.
| x | p(x) = 2x2 − 3x + 2 | diff1(x) = ( p(x + 1) − p(x) ) | diff2(x) = ( diff1(x + 1) − diff1(x) |
| - | ------------------- | ------------------------------ | ------------------------------------ |
| 0 | 2                   | −1                             | 4                                    |
| 1 | 1                   | 3                              | 4                                    |
| 2 | 4                   | 7                              | 4                                    |
| 3 | 11                  | 11                             |                                      |
| 4 | 22                  |                                |                                      |

Les nombres de la quatrième colonne sont constants. En fait, pour un polynôme de degré n, la  colonne n+2 sera toujours constante. C'est ce qui fait l'intérêt de cette méthode.
Cette table a été construite de la gauche vers la droite. Il est possible de continuer son écriture en partant de la droite et en allant vers la gauche en descendant en diagonale.
Pour calculer la 7e valeur du polynôme (ligne 6), on part de la dernière valeur calculée de la colonne 4 (4) (ligne 3). On la recopie vers le bas (4). On ajoute cette dernière valeur (4) à sa voisine de gauche (11) ; on obtient 15 qu'on inscrit en dessous du (11) colonne 3. Puis on ajoute ce nombre (15) à son voisin de gauche (22). On obtient (37) qui est la valeur de p(5). Et ainsi de suite, pour obtenir p(6), on descend le (4), on l'ajoute à (15) ce qui donne (19) en troisième colonne puis 37+19 = 56 en colonne 2, qui est la valeur cherchée de p(6). On peut continuer à l'infini, sans jamais faire la moindre multiplication ni élévation au carré.
Une machine à différences doit seulement savoir additionner. D'une boucle à la suivante, dans cet exemple, elle n'a besoin de garder en mémoire que deux nombres (les derniers nombres calculés en colonne 3 et 2) : le nombre 4 est une constante. Pour tabuler (mettre sous forme de table) une fonction de degré n, il ne faut que n mémoires.

## Sciences Museum

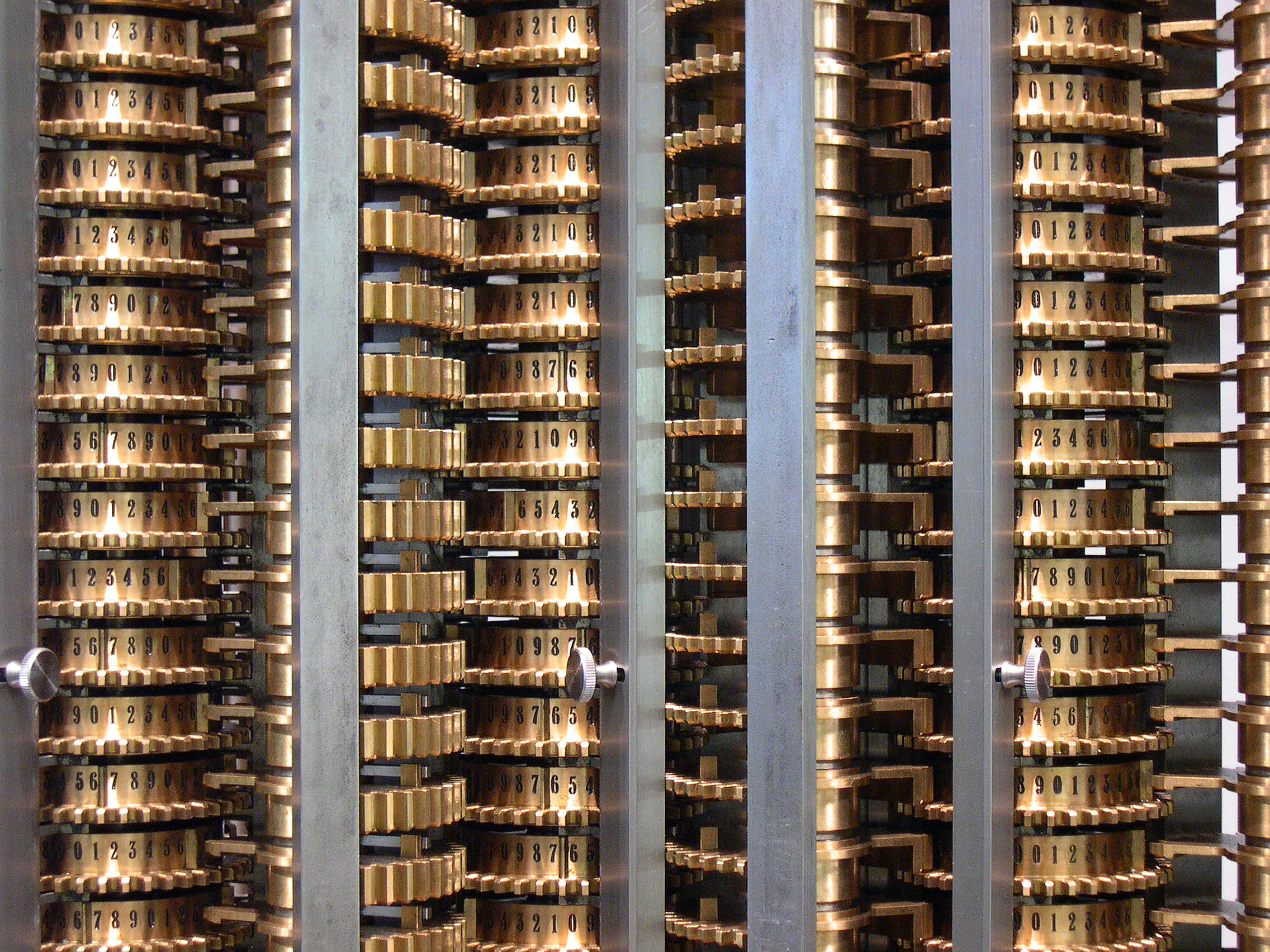
Vue rapprochée de la machine différentielle du Musée de la science de Londres montrant quelques-unes des roues de nombres et des secteurs entre les colonnes. Les secteurs de gauche montrent la double dent très clairement. Ceux du milieu droit font face à l'arrière de la machine mais les simples dents sont clairement visibles. On remarque que les roues sont symétriques, qu'on compte dans l'ordre de gauche à droite ou à rebours de droite à gauche. On remarque aussi l'étiquette métallique entre le 6 et le 7. Elle fait tomber le levier vers le bas quand le 9 passe à 0 devant pendant les étapes d'addition (étapes 1 et 3).

En 1985, le Musée de la sciences de Londres entreprend de construire un exemplaire de la machine à différences no 2, afin de célébrer le 200e anniversaire de Babbage en 1991. Le module de calcul est terminé à temps en 1991, et c'est finalement en 2002 que la machine est totalement achevée avec son module d'impression et de stéréotype.
Construite en respectant scrupuleusement les plans originaux, elle est composée de 8 000 pièces, pèse 5 tonnes, mesure 3 mètres de large, 2 mètres de haut et 45 cm de profondeur. Cet exemplaire est aujourd'hui exposé au Musée de la science de Londres.
Un autre exemplaire, commandité par un des donateurs du projet, Nathan Myhrvold, est terminé au printemps 2008 par le Musée de la science de Londres. Exposé au Computer History Museum de Californie jusqu'en mai 2009, cet exemplaire rejoint ensuite la collection privée de M. Myhrvold.

## Dans la culture
Un roman appartenant au genre steampunk publié en 1990 par William Gibson et Bruce Sterling s'intitule La Machine à différences. Cette uchronie  décrit une société dans laquelle le prototype de Charles Babbage occupe une place centrale dans la société industrielle anglaise.